# Oki-eilanden

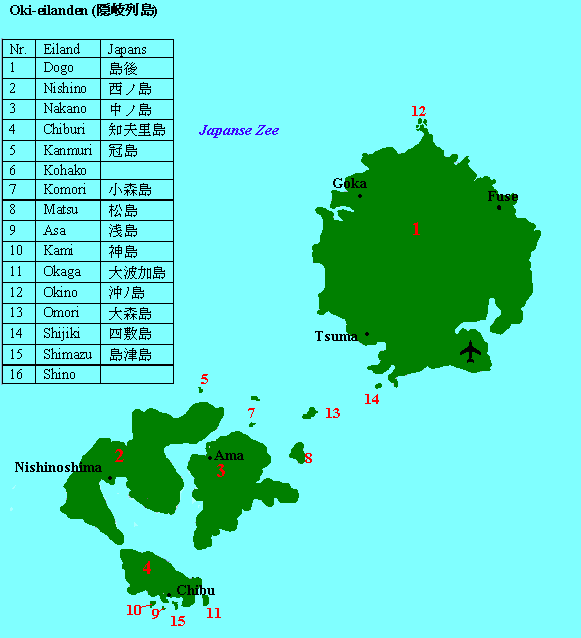
Kaart van de Oki-eilanden

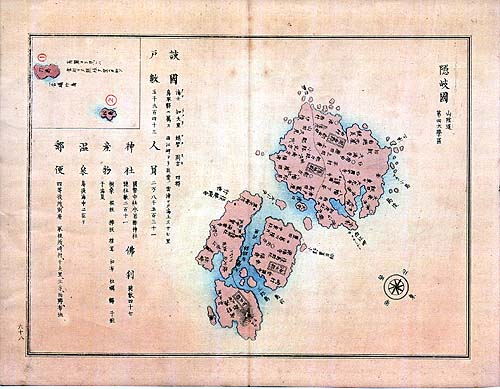
Oki-eilanden en Rotsen van Liancourt (1875, Japan)

De Oki-eilanden (Japans: 隠岐諸島, Oki-shotō) zijn een eilandengroep in de Japanse Zee. De archipel bevindt zich op 40-80 km van de kust van Honshu. De eilanden behoren tot het district Oki van de prefectuur Shimane, Japan. Bestuurlijk gezien vormen de eilanden de subprefectuur Oki (隠岐支庁, Oki-shichō) met als hoofdstad, Okinoshima.

## Eilanden
- Asa (浅島)
- Chiburi (知夫里島)
- Dogo (島後)
- Kami (神島)
- Kanmuri (冠島)
- Kohako
- Komori (小森島)
- Matsu (松島)
- Nakano (中ノ島)
- Nishino (西ノ島)
- Okaga (大波加島)
- Okino (沖ﾉ島)
- Omori (大森島)
- Shijiki (四敷島)
- Shimazu (島津島)
- Shino

## Bestuur
De subprefectuur bestaat momenteel uit 4 gemeenten :
- Ama op het eiland Nakano
- Chibu op het eiland Chiburi
- Nishinoshima op het eiland Nishino
- Okinoshima (hoofdstad)

- Op 1 oktober 2004 werden de gemeenten Saigo, Fuse, Goka en Tsuma samengevoegd met Okinoshima. Hierdoor bestond het eiland Dogo uit slechts één gemeente.

## Geschiedenis
De Oki-eilanden vormden historisch de provincie Oki.
De keizers Go-Toba en Go-Daigo werden beiden verbannen naar de Oki-eilanden.

## Vervoer
De eilanden hebben een luchthaven “”Oki Airport” in Okinoshima, Dogo. Dit is een klasse III luchthaven met een start- en landingsbaan van 1500 m. Er zijn regelmatige verbindingen met Osaka International Airport ("Itami) en Izumo Airport in de prefectuur Shimane.
Subprefectuur:
Oki

Steden:
Gotsu · Hamada · Izumo · Masuda · Matsue (hoofdstad) · Oda · Unnan · Yasugi

Districten:
Iishi · Kanoashi · Nita · Ochi · Oki
Gemeenten per district